# Firmin Marbeau
Pour les articles homonymes, voir Marbeau.
Jean Baptiste Firmin Marbeau est un homme politique, jurisconsulte et philanthrope français, né le 18 mai 1798 à Brive (Corrèze) et mort le 10 octobre 1875  à Saint-Cloud, fondateur des crèches en France.

## Biographie
Fils d'un négociant, Marbeau naît à Brive le 18 mai 1798, rue Majour. Il suit ses études au collège des Doctrinaires puis part à Paris où il fait des études de droit. Devenu docteur en droit, il se rend acquéreur d’une importante étude d’avoué proche du tribunal de première instance de la Seine. Malade et surmené, il vend son étude en 1831. Puis, à peine rétabli, il suit des cours à la Sorbonne et au collège de France et s’inscrit comme avocat à la Cour Royale.
Découvrant à Paris les conditions de vie de la classe ouvrière, il n’aura de cesse que de lutter contre les injustices sociales, administratives ou politiques.
En 1834, il devient adjoint au maire du 1er arrondissement de Paris et en 1844 fonde la première crèche (établissement comptant une douzaine de "berceaux") de France. Pendant plus de quarante années, il se consacre aux œuvres philanthropiques, principalement liées à l’enfance et fonde en 1847 la Société des crèches parisiennes avec l’appui de l’Eglise catholique. Dans ses œuvres, il a notamment le soutien du célèbre Edme Champion ou encore de Ferdinand Lasnon de la Renaudière qui fut pendant près de vingt ans vice-président de la Société des crèches parisiennes.
Le nombre de crèches ne cesse d’augmenter : en 1875, plusieurs dizaines de villes de France possèdent un établissement et le mouvement s'étend à l'étranger. Marbeau est alors surnommé à Paris et dans les capitales européennes "Marbeau-des-crèches".
Entre 1847 et 1872, il est à l’origine de nombreux écrits, tracts et brochures répandant ses idées humanitaires.
Marbeau meurt brusquement à Saint-Cloud le 10 octobre 1875, à l'âge de 77 ans. Il est inhumé au cimetière du Père-Lachaise (59e division).
De son mariage est issu un fils né en 1825, Eugène Marbeau, qui poursuivra l'œuvre de son père et sera conseiller d'état et officier de la Légion d'honneur.

## Œuvre
- Politique des intérêts ou essai sur les moyens d’améliorer le sort des travailleurs sans nuire aux propriétaires, de concilier l’ordre avec la liberté, la stabilité et le progrès (1834, livre signé "par un travailleur devenu propriétaire") ;
- Etude sur l'économie sociale (1844) ;
- Des crèches (1845) ;
- Du paupérisme en France (1847) ;
- Gouvernement de la France moderne (1873) ;
- Ce que veut la France (1874)

## Hommages
- Une école Firmin-Marbeau est construite à Brive en 1908 ;
- L'avenue Firmin Marbeau relie, à Brive, la place de la République et l'avenue Jean-Jaurès ;
- Au musée Labenche de Brive est exposé son buste signé Adam Salomon (milieu 19e siècle) ;
- Une crèche associative du 15e arrondissement de Paris a reçu le nom de Firmin-Marbeau.

## Sources
- Brive Mag', N°221, p. 19, Le fondateur des crèches en France (catégorie "Trésors d'archives")
- Hommage d'Armand Gasté à Philippe, Gustave et Ferdinand de la Renaudière (Pages 22–23)